# Filemone (discepolo di Paolo)
Filemone (in greco Φιλήμων?, Philḗmōn; I secolo – I secolo) fu un discepolo di san Paolo, destinatario della lettera omonima di Paolo; è venerato come santo dalla Chiesa cattolica.

## Biografia
Filemone visse probabilmente a Colossi in Frigia; possedeva uno schiavo di nome Onesimo che era fuggito e si era, poi, convertito al cristianesimo. San Paolo rimanda Onesimo al suo padrone Filemone, scrivendo a quest'ultimo, in nome della comune fede cristiana, di accoglierlo non più come schiavo, ma come fratello. 
L'atteggiamento di Paolo è coerente con l'insegnamento della Chiesa per il quale si può essere cristiani indipendentemente dalla propria condizione personale o sociale. 
La tradizione lo vuole secondo vescovo di Colossi. Secondo i martirologi bizantini avrebbe subito il martirio a Colossi insieme alla moglie Appia e allo schiavo Onesimo durante la persecuzione anticristiana dell'imperatore Nerone.

## Culto
Nel Martirologio Romano è ricordato alla data del 22 novembre:
(Martirologio Romano)